# Joaquim Nabuco (Pernambuco)
Joaquim Nabuco é um município brasileiro do estado de Pernambuco. O município é formado pelo distrito sede e pelos povoados de Usina Pumati, Arruado e Baixada da Areia.

## História
O povoamento na região deu-se através dos trabalhadores dos engenhos Pumaty, Boa Vista e
Cuiabá, que foram construindo suas palhoças, as casas e a capela. Entre os tarbalhadores, destaca-se a liderança de José Maria da Rocha, que era seu porta-voz. Inicialmente o povoado denominava-se Preguiça. Esta denominação é atribuída às embaúbas ou "pau-de-preguiça" da região. Entretanto, há registro de que a origem do nome seria devido ao dia da feira: segunda-feira, que era considerado o dia da preguiça. As autoridades locais solicitaram a mudança de nome para homenagear Joaquim Nabuco.
O distrito foi criado em 9 de novembro de 1892 e pertencia ao município de Palmares. Elevado à categoria de município com a denominação de Joaquim Nabuco, pela lei estadual nº 1819, de 30 de dezembro de 1953, e instalado em 15 de maio de 1954.

## Geografia
Localiza-se a uma latitude 08º37'28" sul e a uma longitude 35º32'00" oeste, estando a uma altitude de 152 metros. Sua população estimada em 2019 foi de 16.023 habitantes. Possui uma área de 121,901 km².
O relevo do município é parte da unidade das Superfícies Retrabalhadas, com relevo bastante dissecado e vales profundos. Constitui um “mar de morros” que anteriores à Chapada da Borborema. Os topos planos possuem latossolos profundos. Nas vertentes íngremes dominam os solos Podzólicos de profundidade rasa a média e nos vales predominam os Gleissolos de Várzea (solos orgânicos e encharcados). A vegetação nativa é composta por Florestas Subperenifólias, com partes de Florestas Hipoxerófilas.
O município de Joaquim Nabuco encontra-se inserido nas Bacias Hidrográficas dos Rios Una e Sirinhaém.
A precipitação média anual é de 1309,9 mm.
A atividade econômica predominante é a agroindústria açucareira. Na agricultura, prevalecem a cana-de-açúcar, mandioca, banana e maracujá. Na pecuária sobressaem o rebanho bovino e as aves.
O Índice de Desenvolvimento Humano Municipal-IDH-M- é de 0,614, situando município em 99o no ranking estadual e em 4417o no Brasil.